# Gmina Broby

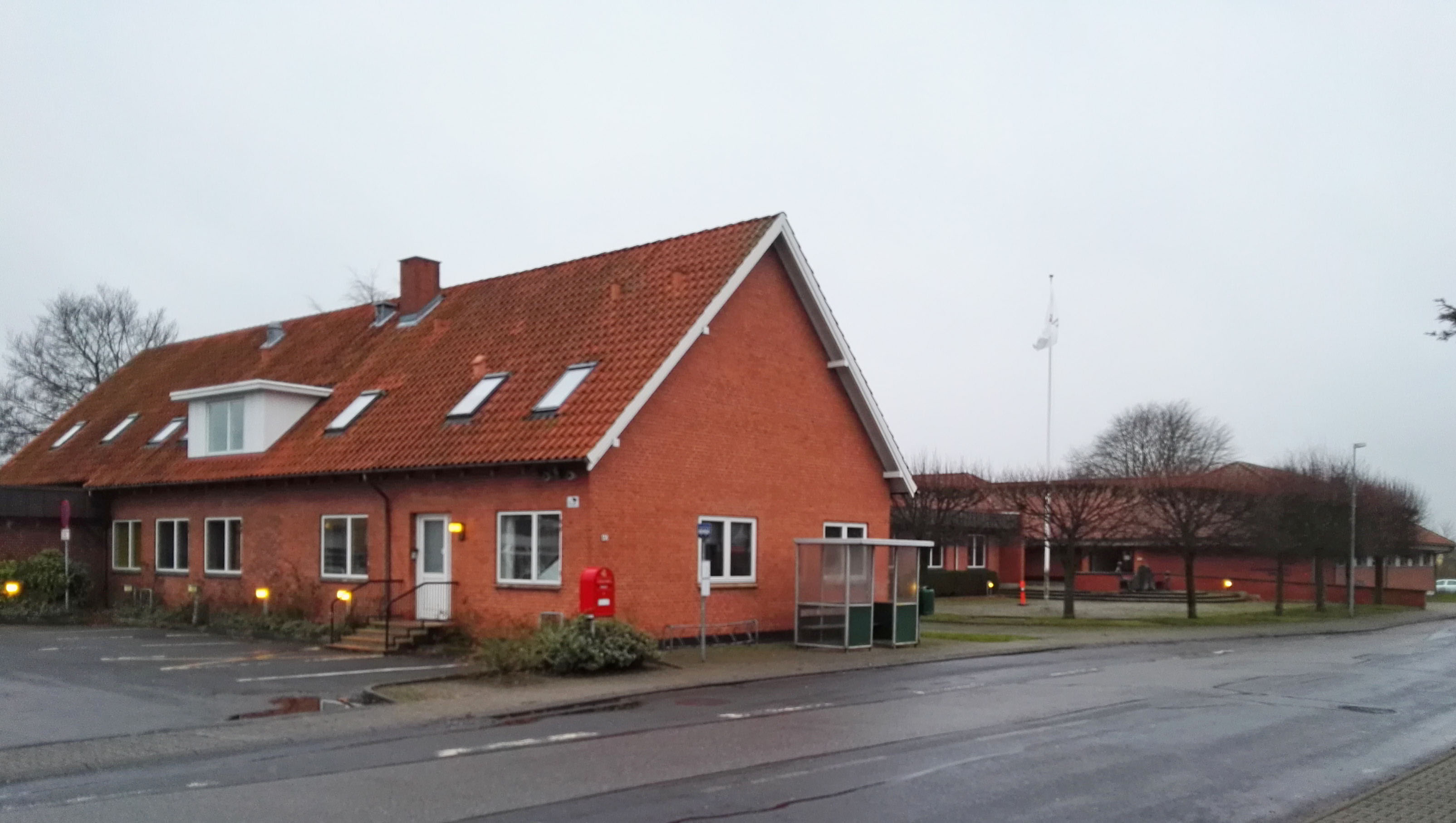

Gmina Broby (duń. Broby Kommune) była w latach 1970-2006 (włącznie) jedną z gmin w Danii w okręgu Fionii (Fyns Amt). 
Siedzibą władz gminy było miasto Broby. 
Gmina Broby została utworzona 1 kwietnia 1970 na mocy reformy podziału administracyjnego Danii. Po kolejnej reformie w 2007 r. weszła w skład gminy Faaborg-Midtfyn.

## Dane liczbowe
- Liczba ludności: (♀ 3214 + ♂ 3139) = 6353
  - wiek 0-6: 8,5%
  - wiek 7-16: 14,0%
  - wiek 17-66: 62,9%
  - wiek 67+: 14,6%
- zagęszczenie ludności: 64,2 osób/km² (2004)
- bezrobocie: 4,9% osób w wieku 17-66 lat
- cudzoziemcy z UE, Skandynawii i USA: 110 na 10 000 osób
- cudzoziemcy z krajów Trzeciego Świata: 109 na 10 000 osób
- liczba szkół podstawowych: 2 (liczba klas: 36)